# Corps de Cavalerie
Corps de Cavalerie var en fransk mekaniserad armékår under andra världskriget.

## Fall Gelb
Armékåren var en del av 1re Armée som var grupperad längs gränsen mellan Frankrike och Belgien. Enligt plan D skulle hela armén marschera upp och inta defensiva ställningar i det så kallade Gemblouxgapet som de allierade såg som den troligaste tyska framryckningsvägen, detta slättland beläget mellan de två floderna som den allierade försvarslinjen utgick ifrån sågs som den bästa terrängen för pansaranfall. För att ge armén tid att besätta den tänkta försvarslinjen skulle Corps de Cavalerie som var helt mekaniserad, framrycka snabbt för att fördröja de avancerande tyska förbanden.

### Organisation
Armékårens organisation den 10 maj 1940:
- 2e Division Légère Mécanique
- 3e Division Légère Mécanique

## Befälhavare
- Generallöjtnant René Prioux (27 augusti 1939 – 25 maj 1940)
- Generalmajor Langlois (26 maj – 11 juli 1940)